# Gezondheid

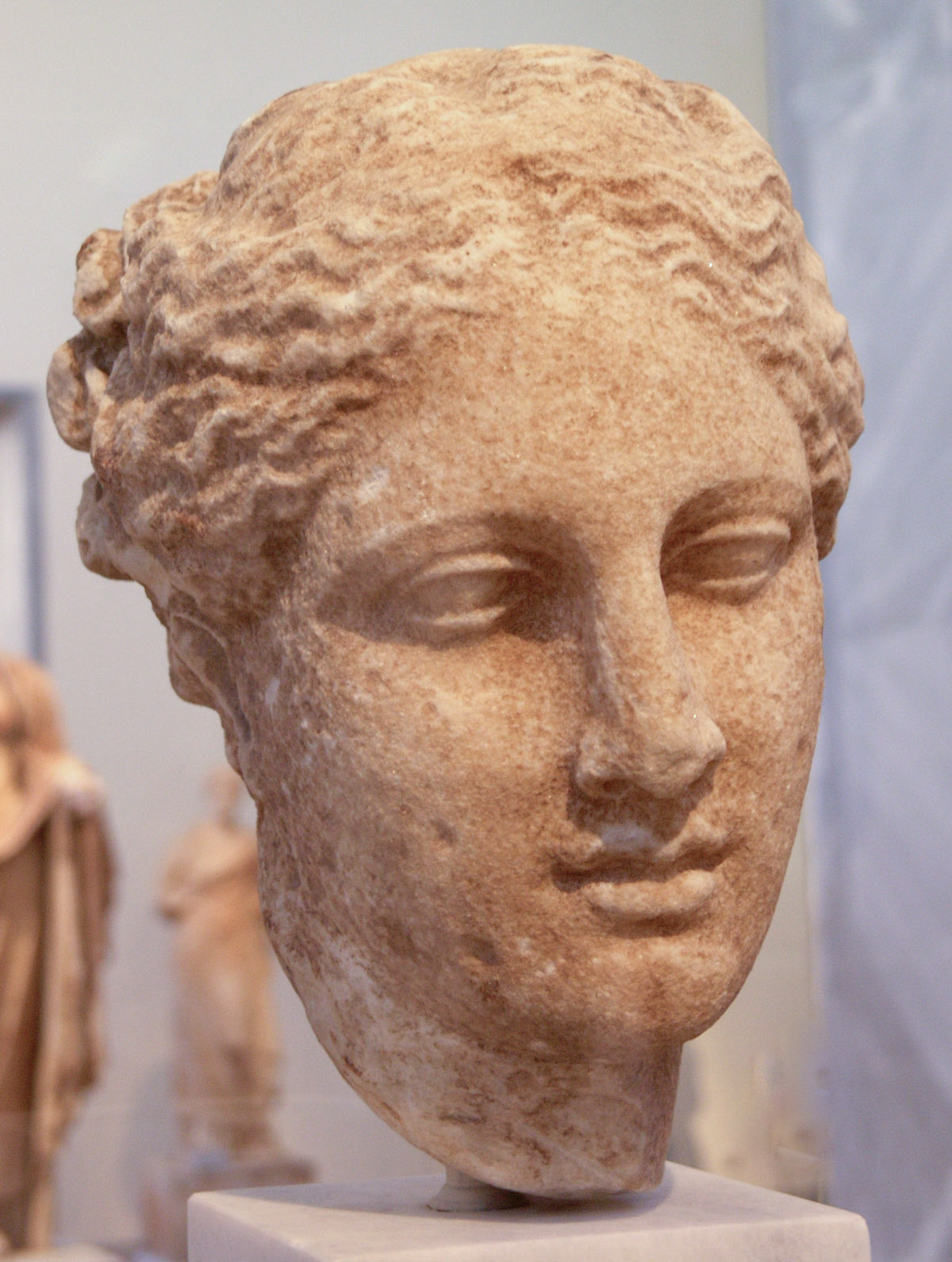
Hygieia, de Griekse godin van de gezondheid

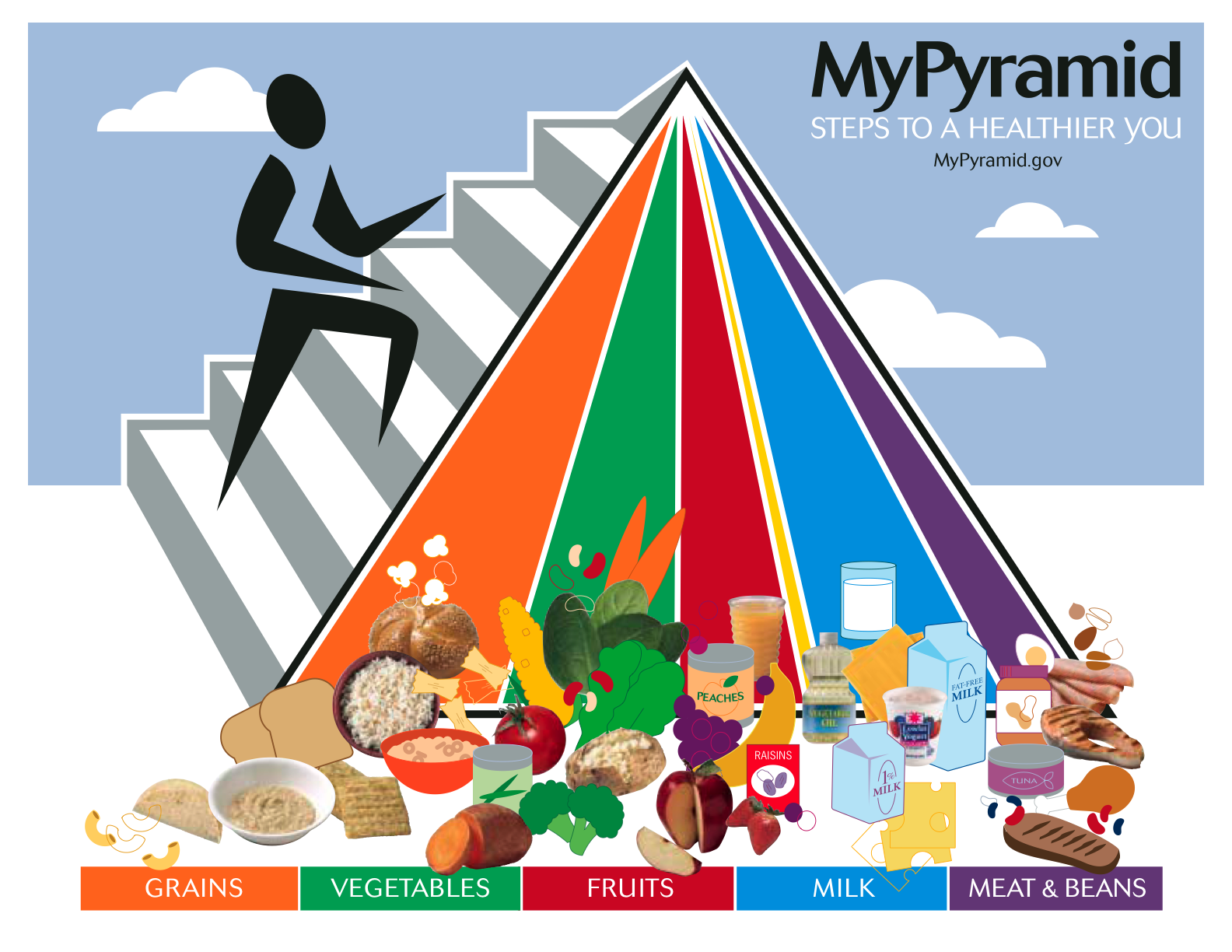
Amerikaanse variant op de Schijf van Vijf voor gezonde voeding

Gezondheid is een toestand van algeheel welbevinden, waarin er geen sprake is van lichamelijk letsel of ziekte. De definitie van de Wereldgezondheidsorganisatie (WHO) uit 1948 luidt:
Gezondheid is een toestand van volledig lichamelijk, geestelijk en maatschappelijk welzijn, en niet slechts de afwezigheid van ziekte of andere lichamelijke gebreken.
In overdrachtelijke zin spreekt men ook wel van de 'gezondheid' van bijvoorbeeld het milieu of de economie.

## Geestelijke gezondheid
Het concept 'geestelijke gezondheid' verwijst naar het emotionele, sociale en psychologische welzijn van het individu.
Volgens de Wereldgezondheidsorganisatie is er geen officiële definitie van wat geestelijke gezondheid precies behelst. Culturele verschillen, subjectieve evaluaties en concurrerende professionele theorieën, maken het moeilijk om te bepalen wat "geestelijke gezondheid" precies inhoudt. Wel zijn de meeste deskundigen het erover eens dat het ontbreken van een erkende psychische stoornis niet noodzakelijkerwijs een indicatie is van geestelijke gezondheid.
Vanaf 2010 is er toenemend empirisch bewijs voor zowel acute als chronische geestelijke gezondheidseffecten van de huidige klimaatverandering. Verschillende medische rapporten wijzen op posttraumatische stressstoornis, depressie, angst, de verergering van psychotische symptomen, zelfmoordgedachten en daadwerkelijke zelfmoord.